# Włodzimierz Spasowicz

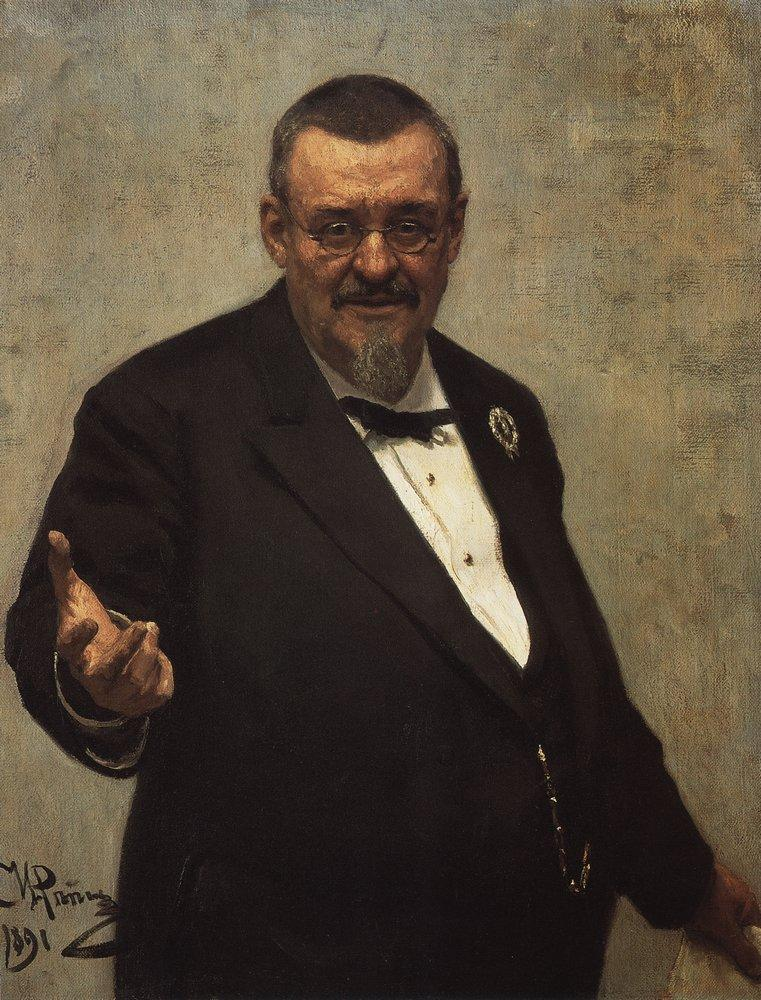
Portret Spasowicza pędzla Ilji Riepina (1891)

Włodzimierz Spasowicz (ur. 16 stycznia 1829 w Rzeczycy, zm. 27 października 1906 w Warszawie) – polski prawnik, działacz społeczny, krytyk literacki, publicysta w Rosji, określany przez Dostojewskiego „królem adwokatów”.

## Życiorys
Urodził się w mieszanym małżeństwie. Jego ojciec Daniel był lekarzem, matka Teofila Kreutz była katolicką neofitką. Wychowywany w wierze prawosławnej. Ukończył gimnazjum w Mińsku, następnie studia na wydziale prawnym Uniwersytetu Petersburskiego.  W latach 1857–1862 profesor tegoż uniwersytetu w katedrze prawa kryminalnego. Napisał bardzo popularny i wpływowy „Podręcznik prawa karnego”, który decyzją komisji powołanej przez cara Aleksandra II został uznany za odznaczający się bardzo szkodliwym nastawieniem i zakazany. Po protestach studenckich z 1861 podał się do dymisji i przeszedł do świeżo utworzonej w 1864 roku adwokatury. 24 grudnia 1864 zwolniony z etatu w Ministerstwie Oświecenia.
Był obrońcą w wielu znanych procesach politycznych, w tym w 1884 na procesie Proletariatu. Jego rozpoznawalność jako prawnika uczyniła z niego protoplastę postaci adwokata Fetiukowicza z powieści „Bracia Karamazow” Dostojewskiego. Wiele spraw prowadził pro publico bono. Przez całe życie udzielał się dobroczynnie, fundując stypendia studenckie oraz wspierając organizacje charytatywne, m.in. Warszawskie Towarzystwo Dobroczynności.
Pierwsze doświadczenia z prasą miał w petersburskim „Słowie”, wychodzącym w latach 1857−1859. Od 1876 do 1901 wydawał w Warszawie czasopismo „Ateneum”, a od 1883 w Petersburgu razem z Erazmem Piltzem jeden z najsłynniejszych tygodników polskich w Rosji – „Kraj”. Członek redakcji znanego, rosyjskiego czasopisma liberalnego „Wiestnik Europy” (ros. Вестник Европы).
Był pozytywistą i przeciwnikiem polityki powstańczej a zwolennikiem ugodowej polityki wobec caratu i pojednania polsko-rosyjskiego. Popierał jako jedyną realną według niego w ówczesnych uwarunkowaniach politycznych wizję kulturowej autonomii Polski w ramach Imperium Rosyjskiego, widząc szansę dla rozwoju polskości w promocji idei równości praw wszystkich obywateli Rosji. Był przyjacielem słynnego filozofa Władimira Sołowiowa, z którym dzielił wiele poglądów. Członek ugodowego Stronnictwa Polityki Realnej, członek honorowy Towarzystwa Muzeum Narodowego Polskiego w Rapperswilu od 1890 roku. Nieskutecznie zabiegał o zgodę władz carskich na wydanie Encyklopedii Polskiej oraz założenie Towarzystwa Naukowego Polskiego.
W 1900 otrzymał tytuł doktora honoris causa Uniwersytetu Jagiellońskiego. Współzałożyciel Towarzystwa Naukowego Warszawskiego. Był członkiem honorowym Poznańskiego Towarzystwa Przyjaciół Nauk. Autor szeregu prac z zakresu historii literatur słowiańskich, prawa karnego, historii prawa oraz prawa autorskiego. Był znawcą literatury – pisał o twórczości Mickiewicza, Wyspiańskiego, Puszkina, Lermontowa, Szekspira, Schillera, Goethego, Syrokomli, Pola, Weyssenhoffa, Daniłowskiego, Berenta, Żeromskiego i Staffa. W 1899 miał wygłosić po rosyjsku w Moskwie – zablokowany przez carską cenzurę – odczyt z okazji 100-lecia urodzin Mickiewicza.
Pod koniec życia w 1902 osiadł w Warszawie. Zmarł na grypę. Majątek zapisał na cele społeczne i dobroczynne. Księgozbiór liczący 8-tysięcy pozycji został przekazany przez siostrę, Alicję Hasfort Ordynacji Opinogórskiej Krasińskich. Mowę pogrzebową wygłosił Marian Massonius, jeden z jego petersburskich współpracowników.

## Prace
- Podręcznik prawa karnego
- Teoria rozwoju, czyli jak rozwijają się pojęcia prawne
- O Mickiewiczu i Puszkinie przed pomnikiem Piotra Wielkiego, 1887